# Буллок, Сандра
Са́ндра Аннетт Бу́ллок (англ. Sandra Annette Bullock, МФА: [ˈsændrə 'bʊlək], род. 26 июля 1964, Арлингтон, Виргиния, США) — американская актриса театра, кино и телевидения, лауреат премии «Оскар» в номинации «Лучшая актриса» за роль в фильме «Невидимая сторона» (2010).

## Биография

### Ранние годы
Сандра Буллок родилась в окрестностях Вашингтона в семье немки Хельги Мейер (1942—2000), оперной певицы, и учителя по вокалу из штата Алабама Джона Буллока (1925—2018). У неё также есть младшая сестра 
Джезин, ставшая юристом.
Сандра до двенадцати лет жила преимущественно в городе Нюрнберге в Германии, где посещала штайнеровскую (вальдорфскую) школу «Ан-дер-Штайнплатте», изучала балет, а также, имея неплохие вокальные данные, исполняла небольшие партии в постановках, в которых участвовала её мать. Временами семья жила в Зальцбурге и Вене. В Германии Буллок посещала англоязычную школу и была одной из самых успешных учениц.
В Арлингтоне сверстники Сандры долгое время смотрели на неё как на иностранку, не желая принимать в свой круг. Но вскоре она стала главой группы поддержки футбольной команды. Окончив школу, Буллок решила освоить профессию юриста, поступив в Университет штата Северная Каролина. Однако через некоторое время она покинула это учебное заведение и отправилась в Нью-Йорк, где подрабатывала официанткой в барах и ресторанах. Именно там Сандра загорелась идеей стать актрисой и поступила на курсы актёрского мастерства.

### Первые роли
Семья Буллок вернулась в Вашингтон, когда Сандра ещё была подростком. В США Сандра окончила актёрские курсы в Университете штата Северная Каролина и переехала в Нью-Йорк, где начала карьеру театральной актрисы. Однако Буллок не удалось прижиться в этом городе, и спустя некоторое время она переехала в Лос-Анджелес, где и достигла успеха как киноактриса.
Сыграв несколько ролей в так называемых «вне-бродвейских» постановках, получив хорошие отзывы критиков, Сандра была замечена и приглашена играть в телесериалах. Свою первую серьёзную роль Буллок получила в комедийном сериале «Деловая девушка». Однако всерьёз на неё обратили внимание только через три года.
Известность в качестве киноактрисы пришла к Сандре Буллок довольно поздно: до 1993 года самыми известными фильмами с её (сравнительно небольшим) участием были комедия «Любовный напиток № 9» и музыкальная драма Питера Богдановича «То, что называют любовью», где Буллок играла с такими состоявшимися актёрами, как Ривер Феникс и Дермот Малруни.
В 1993 году вышел фантастический боевик «Разрушитель», где Сандра Буллок появилась в одном кадре со Сильвестром Сталлоне и Уэсли Снайпсом. Фильм встретил довольно прохладную реакцию критиков и зрителей, собрав менее 60 миллионов долларов в прокате, однако все единодушно отметили запоминающееся комедийное исполнение Сандрой своей героини — лейтенанта Ленины Хаксли, неуклюжего полицейского из будущего. Участие Сандры в фильме можно назвать случайностью: она вошла в проект за несколько дней до начала съёмок после того, как актриса Лори Петти отказалась от роли.

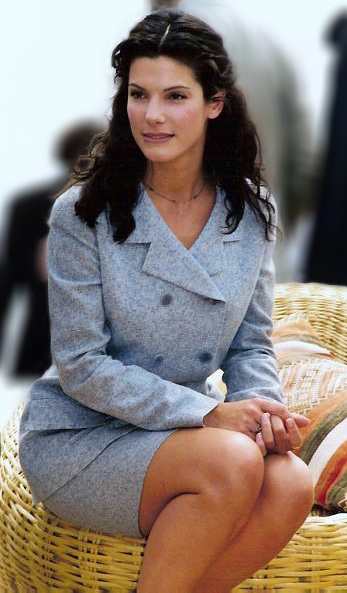
Буллок на Каннском фестивале, 1997 год

Ситуация изменилась в течение буквально пары лет: в 1994 году Буллок снова решилась на съёмки боевика и на этот раз получила приглашение от голландского кинооператора Яна Де Бонта, работавшего с Полом Верховеном и Мадонной, в свой режиссёрский дебют о пассажирском автобусе, который не может снизить скорость из-за заложенного в его двигатель взрывного механизма. Фильм «Скорость» стал прокатным хитом. При бюджете в 30 миллионов долларов фильм собрал по всему миру более 350 миллионов, сделав из исполнивших в нём главные роли Буллок и Киану Ривза настоящих суперзвёзд. Спустя три года Сандра Буллок приняла участие в сиквеле фильма, но «Скорость-2» становится одним из крупнейших финансовых провалов Голливуда 1997 года.
Однако в промежутках между успехом и неудачей Сандра снялась в нескольких фильмах, закрепивших её статус актрисы, способной в одиночку привлечь зрителя в кинотеатр. Комедия «Пока ты спал» (номинация на «Золотой глобус»), триллер «Сеть» и межрасовая драма «Время убивать» стали хитами, не меньшими, чем «Скорость».
После выхода неудачной «Скорости-2» Сандра временно прекратила своё участие в остросюжетных фильмах и сфокусировала свою карьеру на комедиях и драмах. В качестве успехов конца 1990-х годов в её фильмографии можно отметить такие картины, как семейная драма «Проблески надежды» (1998) и комедия «Силы природы» с участием Бена Аффлека. Однако было и несколько финансово неудачных картин, прежде всего комедийная драма об алкоголизме «28 дней» и мистическая комедия «Практическая магия», которые не смогли окупиться в прокате.

### Признание

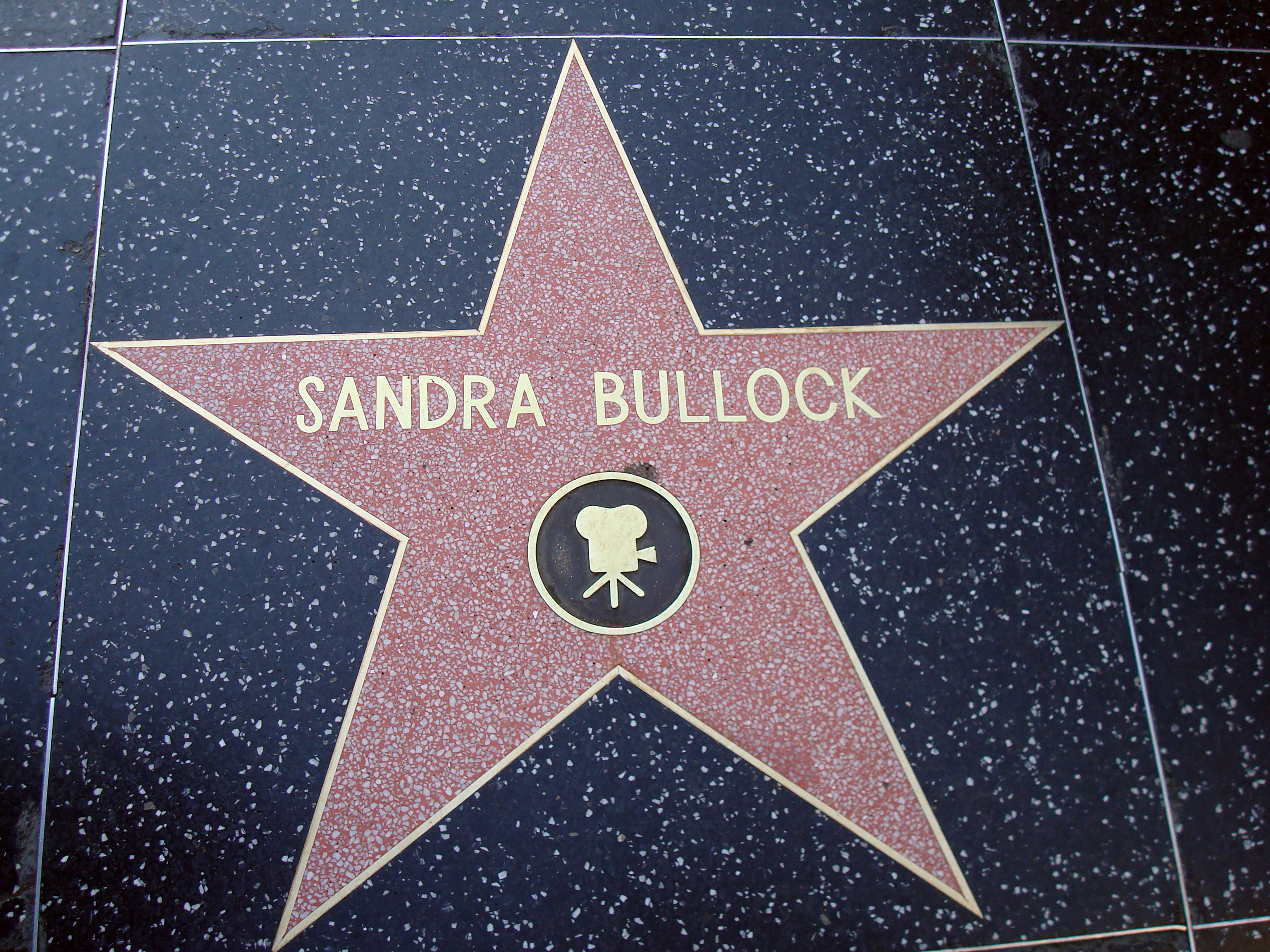
Звезда Сандры Буллок на Голливудской «Аллее славы»

С выходом в 2000 году фильма «Мисс Конгениальность» карьере Сандры Буллок придаётся новый импульс: в этой комедии актриса снова успешно доказала свои комедийные таланты. Фильм собрал в мировом прокате более 200 млн долларов, а сама Буллок получила номинацию на премию «Золотой глобус» за роль Грэйси Харт. После «Мисс Конгениальности» Сандра, у которой к тому времени возникла своя продюсерская компания, сыграла в разной степени успешных фильмах «Отсчёт убийств», «Божественные тайны сестричек Я-Я», а также кассовом хите «Любовь с уведомлением» (с участием Хью Гранта, сборы 200 млн долларов). После выхода не слишком удачного как в прокатном, так и в критическом смысле продолжения истории Грэйси Харт «Мисс Конгениальность 2: Прекрасна и опасна» (2005) Сандра Буллок сделала заявление, что отныне в её карьере будут преобладать малобюджетные независимые картины.
Первой такой лентой стала межрасовая драма «Столкновение» режиссёра Пола Хэггиса. Картина, снятая с крошечным бюджетом в 6,5 миллиона долларов, стала настоящим хитом проката и принесла создателям три премии «Оскар», в том числе и как лучшая картина 2005 года. Сандра сыграла в фильме небольшую роль невротичной домохозяйки, которая вместе с мужем подвергается нападению афроамериканских автомобильных угонщиков. Игра актрисы, как и всех остальных участников этой кинодрамы, получила высшие оценки критиков, и актёрский ансамбль получил несколько коллективных призов на разных киносмотрах и в гильдиях кинодеятелей.
Коммерчески успешным фильмом с участием Сандры Буллок стала фантастическая драма «Дом у озера». В этой картине Сандра воссоединилась со своим партнёром двенадцатилетней давности Киану Ривзом.

### Современный период
В рамках Венецианского кинофестиваля 2006 года была показана новая картина с участием Сандры Буллок — «Дурная слава», повествующая о писателе Трумане Капоте в период написания им своего знаменитого романа In Cold Blood. Вместе с Буллок в фильме играет звёздный состав: Сигурни Уивер, Гвинет Пэлтроу, Дэниел Крейг, Изабелла Росселлини и другие. Сама Буллок исполнила роль писательницы Харпер Ли.
В 2007 году вышел мистический триллер «Предчувствие», где Сандра сыграла с популярным телевизионным актёром Джулианом Макмэхоном. Фильм рассказывает об одной неделе жизни домохозяйки Линды (Сандра Буллок), у которой предчувствие чего-то очень плохого только усиливается с каждым днём, а события, которые этому способствуют, не соблюдают свою хронологию.

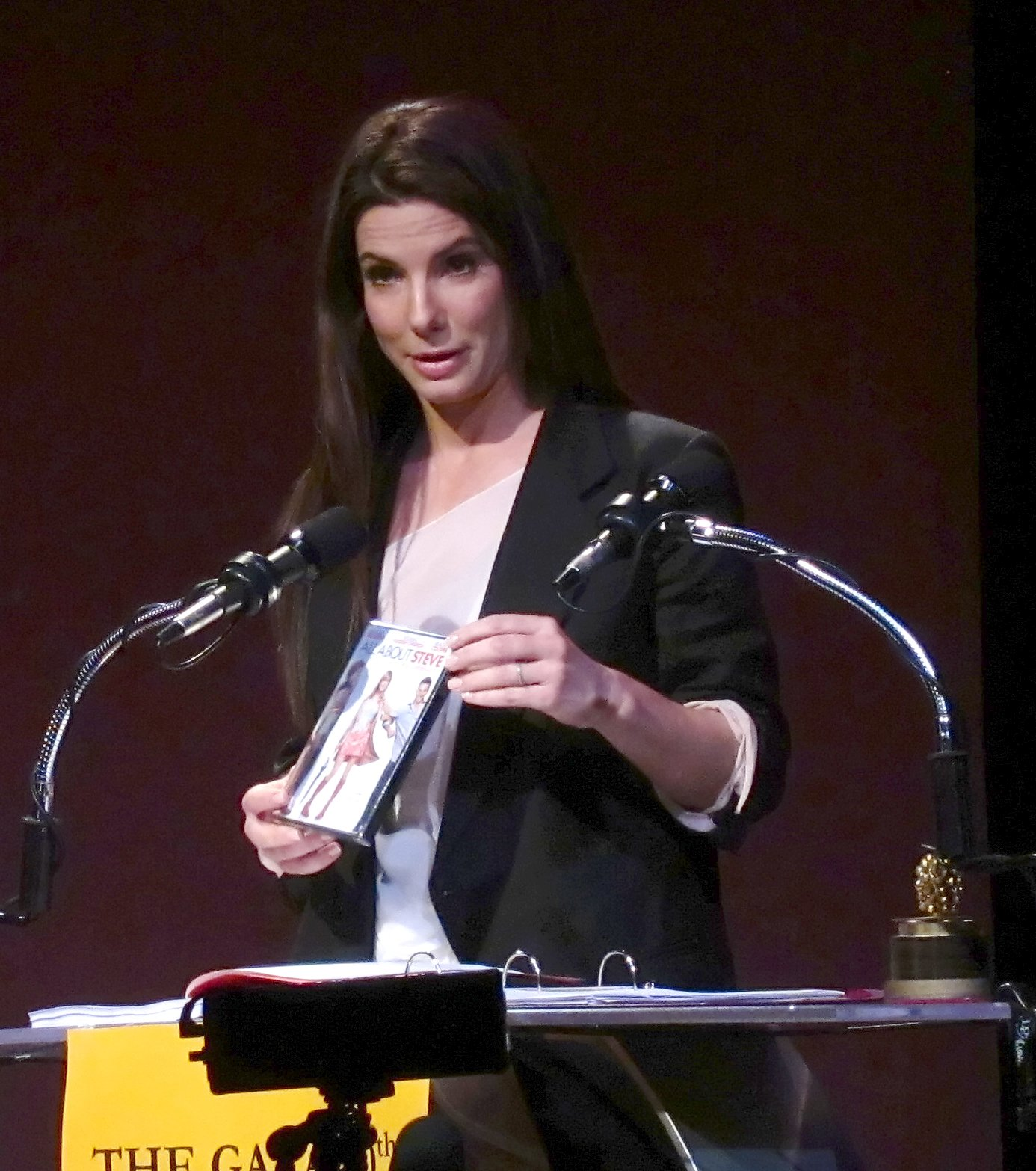
Сандра Буллок на 30-й церемонии вручения премии «Золотая малина» получает статуэтку за худшую женскую роль, 2010 год

В 2009 году вышла комедия «Предложение», принёсшая Буллок ещё одну номинацию на «Золотой глобус». Героиня Сандры — топ-менеджер компании, у которой возникают тривиальные проблемы с визой США. И единственный выход остаться «у руля» — выйти замуж за своего ассистента (Райан Рейнольдс).
На 82-й церемонии наград Киноакадемии Сандра Буллок получила «Оскар» за роль в фильме «Невидимая сторона» в номинации «Лучшая актриса». Примечательно, что за день до получения «Оскара» Буллок удостоилась премии «Золотая малина» как «Худшая актриса» 2009 года за фильм «Всё о Стиве». Это сделало её первой актрисой, получившей «Оскар» и «Золотую малину» за один год.
В 2013 году вышло сразу два фильма с Сандрой Буллок в главной роли — «Копы в юбках» и «Гравитация». В отличие от первого фильма, где актриса сыграла комедийную роль спецагента Сары, во втором она исполнила серьёзную драматическую роль астронавта Райан Стоун, оказавшейся в безвыходном положении в открытом космосе после столкновения корабля с космическим мусором. Критики посчитали «Гравитацию» одним из лучших фильмов 2013 года, а работу Буллок — сильнейшей в её карьере. За роль актриса была номинирована на «Оскар», «Золотой глобус» и BAFTA.
Сандра Буллок является обладательницей звезды на Голливудской аллее славы.

## Личная жизнь
Свободно говорит по-немецки. Дважды жертвовала 1 млн долларов американскому Красному Кресту. Долгое время ездила на Porsche, в 2004 году пересела на Prius.
В 2005 году Буллок вышла замуж за телеведущего и производителя мотоциклов Джесси Джеймса. После получения «Оскара» в марте 2010 года в прессу просочились слухи об изменах Джесси, которые он сам потом подтвердил. В апреле 2010 года Сандра подала на развод, процесс которого официально был завершён в июне 2010 года.
У Буллок двое приёмных детей — сын Луи Бардо (род. в январе 2010, усыновлён в апреле того же года) и дочь Лейла (род. 2012, удочерена в декабре 2015 года).

## Фильмография
| Год       |     | Русское название                           | Оригинальное название                                            | Роль                   |
| --------- | --- | ------------------------------------------ | ---------------------------------------------------------------- | ---------------------- |
| 1987      | ф   | Палачи                                     | Hangmen                                                          | Лиза Эдвардс           |
| 1989      | тф  | Бионическая разборка                       | Bionic Showdown: The Six Million Dollar Man and the Bionic Woman | Кейт Мейсон            |
| 1989      | с   | Начиная с нуля                             | Starting from Scratch                                            | Барбара Уэбстер        |
| 1989      | ф   | Кто стрелял в Пэта?                        | Who Shot Patakango?                                              | Девлин Моран           |
| 1989      | тф  | Убийство выпускницы                        | The Preppie Murder                                               | Стейси                 |
| 1989      | ф   | Корпорация «Религия»                       | Religion, Inc.                                                   | Дебби Косгроу          |
| 1990      | тф  | Лаки / Шансы                               | Lucky Chances                                                    | Мария Сантанджело      |
| 1990      | с   | Деловая девушка                            | Working Girl (TV series)                                         | Тэсс Макгилл           |
| 1992      | ф   | Любовный напиток № 9                       | Love Potion Nr.9                                                 | Диана Фарроу           |
| 1993      | ф   | Исчезновение                               | The Vanishing                                                    | Диана Шейвер           |
| 1993      | ф   | Вечеринка в Беверли Хиллз                  | When the Party's Over                                            | Аманда                 |
| 1993      | ф   | То, что называют любовью                   | The Thing Called Love                                            | Линда Лу Линден        |
| 1993      | ф   | Разрушитель                                | Demolition Man                                                   | Ленина Хаксли          |
| 1993      | ф   | Амазонка в огне                            | Fire on the Amazon                                               | Алисса Ротман          |
| 1993      | ф   | Я боролся с Эрнестом Хемингуэем            | Wrestling Ernest Hemingway                                       | Элейн                  |
| 1994      | ф   | Скорость                                   | Speed                                                            | Энни Портер            |
| 1994      | ф   | Я и мафия                                  | Me And The Mob (Who Do I Gotta Kill?)                            | Лори                   |
| 1995      | ф   | Пока ты спал                               | While You Were Sleeping                                          | Люси Мотератц          |
| 1995      | ф   | Сеть                                       | The Net                                                          | Анжела Беннетт         |
| 1996      | ф   | Двое у моря                                | Two If By Sea                                                    | Роз                    |
| 1996      | ф   | Время убивать                              | A Time To Kill                                                   | Эллен Роарк            |
| 1996      | ф   | В любви и войне                            | In Love and War                                                  | Агнес фон Куровски     |
| 1997      | ф   | Скорость 2: Контроль над круизом           | Speed-2: Cruise Control                                          | Энни Портер            |
| 1998      | ф   | Проблески надежды                          | Hope Floats                                                      | Бирди Притт            |
| 1998      | кор | Делая сэндвичи                             | Making Sandwiches                                                | Melba Club             |
| 1998      | ф   | Практическая магия                         | Practical Magic                                                  | Салли Оуэнс            |
| 1998      | мф  | Принц Египта                               | The Prince of Egypt                                              | Мириам                 |
| 1999      | ф   | Силы природы                               | Forces of Nature                                                 | Сара Льюис             |
| 2000      | ф   | Супершпион                                 | Gun Shy                                                          | Джуди Типп             |
| 2000      | ф   | 28 дней                                    | 28 Days                                                          | Гвен Каммингс          |
| 2000      | ф   | Мисс Конгениальность                       | Miss Congeniality                                                | Грэйси Харт            |
| 2002      | ф   | Отсчёт убийств                             | Murder By Numbers                                                | Кэсси Мейвитер         |
| 2002      | ф   | Божественные тайны сестричек Я-Я           | Divine Secrets of the Ya-Ya Sisterhood                           | Сиддали «Сидда» Уолкер |
| 2002      | ф   | Любовь с уведомлением                      | Two Weeks Notice                                                 | Люси Келсон            |
| 2002—2004 | с   | Джордж Лопес                               | George Lopez                                                     | Эми                    |
| 2004      | ф   | Столкновение                               | Crash                                                            | Джин Кабот             |
| 2005      | ф   | Любимчик                                   | Loverboy                                                         | миссис Харкер          |
| 2005      | ф   | Мисс Конгениальность 2: Прекрасна и опасна | Miss Congeniality 2: Armed and Fabulous                          | Грэйси Харт            |
| 2006      | ф   | Дом у озера                                | The Lake House                                                   | Кейт Форстер           |
| 2006      | ф   | Дурная слава                               | Infamous                                                         | Харпер Ли              |
| 2007      | ф   | Предчувствие                               | Premonition                                                      | Линда Хансон           |
| 2009      | ф   | Предложение                                | The Proposal                                                     | Маргарет Тейт          |
| 2009      | ф   | Всё о Стиве                                | All About Steve                                                  | Мария Хоровиц          |
| 2009      | ф   | Невидимая сторона                          | The Blind Side                                                   | Ли Энн Туи             |
| 2011      | ф   | Жутко громко и запредельно близко          | Extremely Loud & Incredibly Close                                | Линда Шелл             |
| 2013      | ф   | Копы в юбках                               | The Heat                                                         | спецагент Сара Эшборн  |
| 2013      | ф   | Гравитация                                 | Gravity                                                          | доктор Райан Стоун     |
| 2013      | кор | Анингак                                    | Aningaaq                                                         | Райан Стоун            |
| 2015      | мф  | Миньоны                                    | Minions                                                          | Скарлет Оверкилл       |
| 2015      | ф   | Наш бренд — кризис                         | Our Brand Is Crisis                                              | Джейн Бодин            |
| 2018      | ф   | Восемь подруг Оушена                       | Ocean's Eight                                                    | Дэбби Оушен            |
| 2018      | ф   | Птичий короб                               | Bird Box                                                         | Мэлори Хэйс            |
| 2021      | ф   | Непрощённая                                | The Unforgivable                                                 | Рут Слейтер            |
| 2022      | ф   | Быстрее пули                               | Bullet Train                                                     | Мария Битл             |
| 2022      | ф   | Затерянный город                           | The Lost City                                                    | Лоретта Сейдж          |
| 2026      | ф   | Практическая магия 2                       | Practical Magic 2                                                | Салли Оуэнс            |

## Награды и номинации
Полный список наград и номинации на IMDb.

### Награды
- 2014 — Премия «Сатурн» — лучшая актриса, за фильм «Гравитация»
- 2010 — Премия «Оскар» — лучшая женская роль, за фильм «Невидимая сторона»
- 2010 — Премия «Золотой глобус» — лучшая женская роль в драме, за фильм «Невидимая сторона»
- 2010 — Премия Гильдии киноактёров США — лучшая женская роль, за фильм «Невидимая сторона»
- 2010 — Премия «Золотая малина» — худшая женская роль и худший экранный дуэт (вместе с Брэдли Купером), за фильм «Всё о Стиве»
- 2006 — Премия Гильдии киноактёров США — лучший актёрский состав в фильме «Столкновение»
- 1995 — Премия «Сатурн» — лучшая актриса, за фильм «Скорость»

### Номинации
- 1996 — Премия «Золотой глобус» — лучшая женская роль в комедии или мюзикле, за фильм «Пока ты спал»
- 2001 — Премия «Золотой глобус» — лучшая женская роль в комедии или мюзикле, за фильм «Мисс Конгениальность»
- 2010 — Премия «Золотой глобус» — лучшая женская роль в комедии или мюзикле, за фильм «Предложение»
- 2014 — Премия «Оскар» — лучшая женская роль, за фильм «Гравитация»
- 2014 — Премия «Золотой глобус» — лучшая женская роль в драме, за фильм «Гравитация»
- 2014 — Премия BAFTA — лучшая женская роль, за фильм «Гравитация»
- 2014 — Премия Гильдии киноактёров США — лучшая женская роль, за фильм «Гравитация»